# Víctor Valera Mora
Víctor Valera Mora (Valera, 27 de septiembre de 1935 - Caracas, 29 de abril de 1984), fue un poeta venezolano perteneciente a la Generación del 58. 
En 1951 se residencia junto a sus padres Antonio Isidro Valera y Elena Mora en San Juan de los Morros, donde transcurre su adolescencia. En 1956 obtiene el título de bachiller en filosofía y letras en el liceo Santa María de Caracas. Inicia estudios de Sociología en la Universidad Central de Venezuela, donde se gradúa en 1961. 
Ese mismo año se realiza una modesta edición artesanal de su primer libro Canción del soldado justo, Ediciones Luxor. Comparte con los poetas Caupolicán Ovalles, Ángel Eduardo Acevedo,  y Luis Camilo Guevaracomo miembro de la «Pandilla Lautréamont» que se reunían en bares y restaurantes de Sabana Grande como  Halászo Macska, Nerone, El Viñedo, Il Vecchio Mulino, El lagar o La Bajada, junto a un puñado de narradores, pertenecientes a una imaginaria República del Este.
En 1969 se residencia en Mérida, donde trabaja en la Dirección de Cultura de la Universidad de Los Andes. Dos años después, publica Amanecí de bala, con portada del pintor Carlos Contramaestre, en Impresora Regional Andina. En 1972 aparece Con un pie en el estribo en Ediciones la Draga y el Dragón. En Italia vivió varios años y escribe ahí su último libro, 70 poemas stalinistas. Entre 1974 y 1976 trabaja en la exposición de La Gran Papelería del Mundo. 
En 1979 publica 70 poemas stalinistas, con portada del pintor Mateo Manaure, con el cual gana el Premio de Poesía del Consejo Nacional de la Cultura en 1980. Por cinco años (1976-1981) se desempeña como promotor cultural del Consejo Nacional de la Cultura (CONAC). 
Falleció el 29 de abril de 1984 en la ciudad de Caracas. 
Diez años después, aparece Del ridículo arte de componer poesía, publicación póstuma que recoge la producción poética de Valera Mora entre 1979 y 1984. En 2002 el Fondo Editorial Fundarte publica sus Obras completas.